# Laxmi Kallicharan
Latchmie Kumarie Vainmati Kallicharran (குமாரி வான்மதி காளீச்சரன்) (5 tháng 6 năm 1951 - 20 tháng 1 năm 2002)  là một nhà văn sinh ra ở Guyana. Bà là một trong những người tiên phong về nhận thức văn hóa Ấn-Guyana. Việc sử dụng đài phát thanh và truyền hình của Bà để quảng bá văn hóa là sáng tạo. Bà cũng tổ chức và trình bày các chương trình văn hóa, đầu tiên là Lalla-Rookh. Bà đã tổ chức buổi trình diễn đầu tiên của mình vào đầu những năm 1970 khi có sự phản kháng đáng kể trong PNC cầm quyền coi văn hóa Ấn-Guyan là thực sự của Guyan.
Công việc của bà bao gồm tổ chức các buổi khiêu vũ và âm nhạc, tổ chức một triển lãm ảnh quan trọng về lịch sử và hiện vật Ấn-Guyan, và xuất bản Shraadanjali (1986), một tuyển tập nhỏ của thơ Indo-Guyan.
Bà đã chết trong một vụ hỏa hoạn vào đầu năm 2002.